# Andrei Pavel
Andrei Pavel (Constanța, 27 januari 1974) is een voormalig tennisprofessional uit Roemenië.

## Loopbaan
Pavel won drie ATP-toernooien in het enkelspel. Hij won onder meer de Tennis Masters van Montreal 2001 door in de finale Patrick Rafter met 7–6, 2–6 en 6–3 te verslaan. In het dubbelspel behaalde Pavel zes toernooizeges, waaronder die op de ATP International Series Gold-toernooien van Kitzbühel en Barcelona. Zijn laatste wedstrijd in het ATP-circuit vond plaats tijdens het BCR Open Romania, waar hij in de eerste ronde met 3-6 en 6-7 verloor van Pablo Cuevas.
Pavel is tegenwoordig de coach van Tamira Paszek.

## Palmares
| Legenda                       |
| ----------------------------- |
| Grand Slam                    |
| Olympische Spelen             |
| Tennis Masters Cup            |
| ATP Masters Series            |
| ATP International Series Gold |
| ATP International Series      |

### Enkelspel
| Nr.              | Datum      | Toernooi         | Ondergrond | Tegenstander in finale | Score         |         |
| ---------------- | ---------- | ---------------- | ---------- | ---------------------- | ------------- | ------- |
| gewonnen finales |            |                  |            |                        |               |         |
| 1.               | 1998-04-19 | ATP Tokio        | Hardcourt  | Byron Black            | 6-3, 6-4      | details |
| 2.               | 2000-04-28 | ATP Sankt Pölten | Gravel     | Andrew Ilie            | 7-5, 3-6, 6-2 | details |
| 3.               | 2001-08-05 | ATP Montreal     | Hardcourt  | Patrick Rafter         | 7-6, 2-6, 6-3 | details |
| verloren finales |            |                  |            |                        |               |         |
| 1.               | 1999-05-02 | ATP München      | Gravel     | Franco Squillari       | 3-6, 4-6      | details |
| 2.               | 1999-06-20 | ATP Rosmalen     | Gras       | Patrick Rafter         | 6-3, 6-7, 4-6 | details |
| 3.               | 2003-10-02 | ATP Parijs       | Tapijt (i) | Tim Henman             | 2-6, 6-7, 6-7 | details |
| 4.               | 2005-05-01 | ATP München      | Gravel     | David Nalbandian       | 1-6, 4-6      | details |
| 5.               | 2006-05-28 | ATP Pörtschach   | Gravel     | Nikolaj Davydenko      | 0-6, 3-6      | details |
| 6.               | 2007-07-29 | ATP Umag         | Gravel     | Carlos Moyá            | 2-6, 4-6      | details |

### Dubbelspel
| Nr.                               | Datum      | Toernooi                            | Ondergrond    | Partner         | Tegenstanders in finale                | Score            |         |
| --------------------------------- | ---------- | ----------------------------------- | ------------- | --------------- | -------------------------------------- | ---------------- | ------- |
| gewonnen finales mannendubbelspel |            |                                     |               |                 |                                        |                  |         |
| 1.                                | 1998-09-19 | Gelsor Open Romania                 | Gravel        | Gabriel Trifu   | George Cosac Dinu Pescariu             | 7-6, 4-6, 7-6    | details |
| 2.                                | 2005-07-31 | Generali Open                       | Gravel        | Leoš Friedl     | Christophe Rochus Olivier Rochus       | 6-2, 6-7, 6-0    | details |
| 3.                                | 2006-01-15 | Heineken Open                       | Hardcourt     | Rogier Wassen   | Simon Aspelin Todd Perry               | 6-2, 5-7, [10-4] | details |
| 4.                                | 2006-05-07 | BMW Open                            | Gravel        | Alexander Waske | Alexander Peya Björn Phau              | 6-4, 6-2         | details |
| 5.                                | 2006-07-16 | Allianz Suisse Open Gstaad          | Gravel        | Jiří Novák      | Marco Chiudinelli Jean-Claude Scherrer | 6-3, 6-1         | details |
| 6.                                | 2007-04-29 | Torneo Godó                         | Gravel        | Alexander Waske | Rafael Nadal Bartolomé Salvá Vidal     | 6-4, 7-6         | details |
| verloren finales mannendubbelspel |            |                                     |               |                 |                                        |                  |         |
| 1.                                | 1999-02-14 | St. Petersburg Open                 | Tapijt (i)    | Menno Oosting   | Jeff Tarango Daniel Vacek              | 6-3, 5-7, 3-6    | details |
| 2.                                | 2005-01-09 | Qatar ExxonMobil Open               | Hardcourt     | Michail Joezjny | Albert Costa Rafael Nadal              | 3-6, 6-4, 3-6    | details |
| 3.                                | 2005-09-18 | ATP Boekarest                       | Gravel        | Victor Hănescu  | José Acacuso Sebastián Prieto          | 3-6, 6-4, 3-6    | details |
| 4.                                | 2007-02-25 | ABN AMRO World Tennis Tournament    | Hardcourt (i) | Alexander Waske | Martin Damm Leander Paes               | 3-6, 7-6, [7-10] | details |
| 5.                                | 2009-05-23 | Interwetten Austrian Open Kitzbühel | Gravel        | Horia Tecău     | Marcelo Melo André Sá                  | 6-3, 6-7, 3-6    | details |

## Resultaten grandslamtoernooien
| Legenda | Legenda                          |
| ------- | -------------------------------- |
| g.t.    | geen toernooi gehouden           |
| l.c.    | lagere categorie                 |
| –       | niet deelgenomen                 |
| G       | uitgeschakeld in de groepsfase   |
| 1R      | uitgeschakeld in de eerste ronde |
| 2R      | uitgeschakeld in de tweede ronde |
| 3R      | uitgeschakeld in de derde ronde  |
| 4R      | uitgeschakeld in de vierde ronde |
| KF      | uitgeschakeld in de kwartfinale  |
| HF      | uitgeschakeld in de halve finale |
| F       | de finale verloren               |
| W       | het toernooi gewonnen            |
| w-v     | winst/verlies-balans             |

### Enkelspel
| Toernooi        | 1996 | 1997 | 1998 | 1999 | 2000 | 2001 | 2002 | 2003 | 2004 | 2005 | 2006 | 2007 | 2008 | 2009 |
| --------------- | ---- | ---- | ---- | ---- | ---- | ---- | ---- | ---- | ---- | ---- | ---- | ---- | ---- | ---- |
| Australian Open | –    | 1R   | –    | 4R   | –    | 2R   | 3R   | 1R   | 4R   | 2R   | 2R   | –    | 1R   | 1R   |
| Roland Garros   | –    | 2R   | –    | 1R   | 1R   | 1R   | KF   | –    | 2R   | 1R   | 1R   | –    | –    | 1R   |
| Wimbledon       | –    | 2R   | 1R   | 1R   | 3R   | 1R   | 3R   | –    | 2R   | 2R   | 2R   | 2R   | –    | 1R   |
| US Open         | 1R   | 1R   | 1R   | 1R   | 4R   | 2R   | 1R   | –    | 4R   | 1R   | 1R   | 2R   | –    | 1R   |

### Mannendubbelspel
| Toernooi        | 1996 | 2002 | 2004 | 2005 | 2006 | 2007 | 2008 | 2009 |
| --------------- | ---- | ---- | ---- | ---- | ---- | ---- | ---- | ---- |
| Australian Open | –    | –    | 1R   | KF   | 1R   | 3R   | 2R   | 3R   |
| Roland Garros   | –    | 2R   | 2R   | 1R   | HF   | 3R   | –    | 2R   |
| Wimbledon       | –    | 1R   | 3R   | 2R   | –    | 3R   | –    | 3R   |
| US Open         | 1R   | 1R   | 2R   | 1R   | –    | 2R   | –    | 2R   |